# Mikroregion Svatojiřský les
Mikroregion Svatojiřský les byl dobrovolný svazek obcí podle zákona v okresu Nymburk, jeho sídlem byla Loučeň a jeho cílem bylo zkvalitnění života v kraji. Sdružoval celkem 4 obce a byl založen v roce 2004. V roce 2014 ukončil svou činnost. Veškeré aktivity se přenesly pod Region Taxis Bohemia.

## Obce sdružené v mikroregionu
- Loučeň
- Mcely
- Seletice
- Jizbice